# خمجيات
الخمجيات أو الذباب الزبال أو ذباب حامل الراية أو فصيلة سيبسيدي (الاسم العلمي: Sepsidae)، فصيلة حشرات من ذوات الجناحين. تم وصف أكثر من 300 نوع في جميع أنحاء العالم.